# Regimentul 3 Infanterie (1916-1918)
Regimentul 3 Infanterie  a fost o unitate de nivel tactic care s-a constituit la 14/27 august 1916, prin mobilizarea unităților și subunităților existente la pace aparținând de Regimentul Olt No. 3. Regimentul a făcut parte din organica Brigăzii 4 Infanterie, fiind dislocat la pace în garnizoana Slatina. La intrarea în război, Regimentul 3 Infanterie  a fost comandat de colonelul Alexandru Poșuleț. Regimentul 3 Infanterie  a participat la acțiunile militare pe frontul românesc, pe toată perioada războiului, între 14/27 august 1916 - 28 ocotmbrie/11 noiembrie 1918.